# FC Barcelona Museum
FC Barcelona Museum (catalansk: FC Barcelona Museu) er et museum, der blev indviet den 24. september 1984 under Josep Lluís Nuñez' formandskab. I 2000 blev museet omdøbt "præsident Nuñez museum" under formandskabet af hans efterfølger, Joan Gaspart. Den 15. juni 2010 blev museet genåbnet efter en lang omstrukturering.
Omstruktureringen betød, at museet blev opdelt i tre separate afsnit med en 3D-biograf, audiovisuelle touch-screens, samt information om FC Barcelona's historie. Den første sektion indeholder en samling af billeder, dokumenter og trofæer der er med til at dokumentere og illustrere klubbens historie. Herefter følger en interaktiv glasvæg der giver de besøgende mulighed for at røre ved skærmene og se information om klubben. Glasvæggen, som er udstyret med laser-teknologi, gør det blandt andet muligt at se videoer, billeder og musik om klubben. 
Den anden sektion er en privat kunstsamling på en permanent udstilling på museet, der udstiller værker af lokale kunstnere som Dalí, Miró og Tàpies. I det tredje afsnit er "Futbolart Collection" der viser forskellige fodbold memorabilia fra hele klubbens historie, herunder et trofæ-rum med alle trofæer, eller en kopi heraf, som klubben har vundet gennem tiden. 
Blandt mange memorabilia i sektionen "Futbolart Collection" finder man støvlerne, som Ronald Koeman scorede det vindende mål med i det 111. minut af finalen ved Mesterholdenes Europa Cup i 1992 mod Sampdoria, som sikrede Barcelonas første titel i Europa Cup'en for Mesterhold.
Museet har et areal på 3.500 kvadratmeter og tiltrækker 1,2 millioner besøgende om året, og er således det næstmest besøgte museum i Barcelona efter Museu Picasso, som tiltrækker 1,3 millioner besøgende.
41°22′49″N 2°07′14″Ø / 41.38039°N 2.1206365°Ø